# 更高法律规则

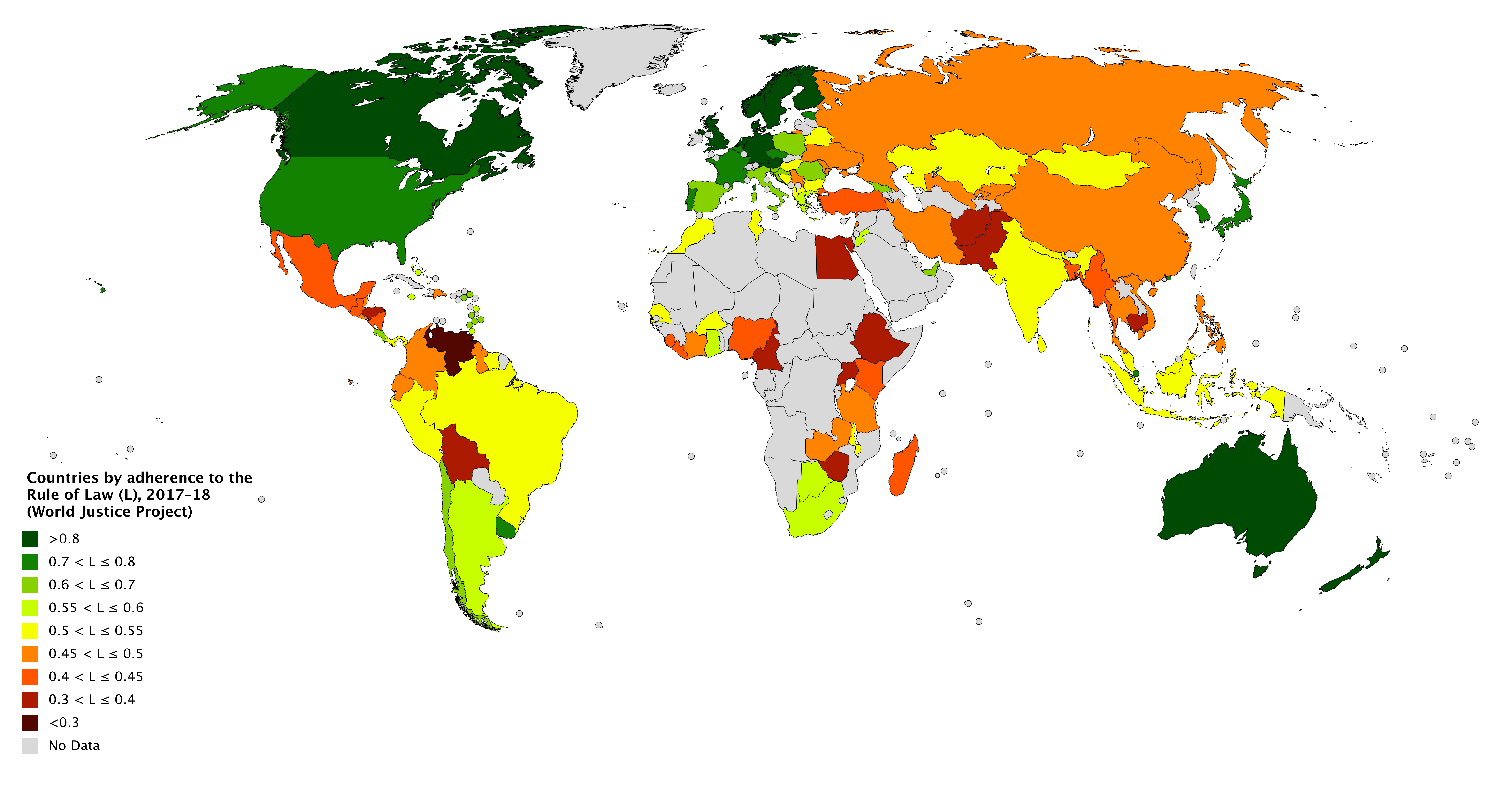
世界各国的WJP法治指数

更高法律规则（英語：Rule according to a higher law），指的是法律除非满足诸如公平、道德和正义之类的普遍性原则，否则不得被政府执行。即使政府遵照定义明确且制定程序正确的法律规则行事，仍旧可能产生被认为不公不义的结果，而更高法律规则可以作为界定此等行为的实践性的法律标准。
「超越国家一时法律的终极正义」这一概念，首先由天主教教会法学家引入后罗马欧洲。“更高的法”指的是法律之上的法律，根据不同观点，其可被解释为神、自然法或由国际法确立的基本的法律价值。而且，更高法律规则这一概念，对普通法和大陆法司法管辖区都具有同等的法律价值，而不似仅与普通法有较强联结的自然法。就普遍的法律价值而言，更高法律规则是联结海洋法系的法治和大陆法系的法治国的的一座桥梁。

## 例子
在美国内战之前，主人与奴隶之间的关系有正式而有效的法规基礎，为奴的非洲裔美国人在法律上被剥夺了平等的权利和自由。尽管这些法规在「法律上」完全适合並法律实践中应用，但当时的美国政府实施这些法规的行为在「实质上」侵犯了很大一部分人口的基本人权。威廉·H·苏厄德在担任国务卿时，对《1850年妥协案》之中的奴隶制部分表示反对；在他的一段著名的演讲中，苏厄德表示，根据“比宪法更高的法律”，禁止奴隶制。
一般来说，这种“通过公正的过程制定的不公正法律”的发生完全取决于该国政治领导人对法治原则的立场。 在某些国家，政治领导人断言法治纯属程序性概念。 因此，他们认为，只要通过适当实施的法律机制，任何政府都可以剥夺其主国民的基本自由或侵犯其切身利益。 例如，在纽伦堡审判中 ，納粹德國的一些前任领导人，为了证明他们在第二次世界大战期间对欧洲犹太人和罗曼人犯下的罪行的正当性， 辩称，他们没有违反希特勒在任期间有效的法律。盟军检察官最后只得引用更高法律规则来反驳他们的辩护。相反，在另外一些国家，政治领导人主张成文法必须遵循道德，公平和正义的普遍原则。这些领导人表示，作为“没有人能超越法律”这一公理的必要推论，法治要求政府根据法律平等对待所有人。但是，每当政府拒绝对某类人或一般人权给予足够程度的尊重、尊严和自治时，所谓的平等待遇权就可能立即变得无效。 因此，不成文且不证自明的平等、自由、尊严与尊重的原则，被认为凌驾于政府制定的常规成文法之上。在普通法系下，这些原则通常被称为“自然法”，它们也构成了“更高法律理论”的基础。

## 参阅
- 法治指数
- 宪制经济（英语：Constitutional economics）
- 宪法学
- 法律之前人人平等——法律原则
- 国际人权法
- 國際人道法
- 法学——学科
- 法律原則
- 自由宪政（英语：Liberal legalism）
- 纽伦堡原则——依纽伦堡大审法理编纂的国际法准则
- 伊曼努尔·康德——德國哲學家（1724—1804）
- 法律哲学——法學和哲學的分支
- 洛里奇协定